# Хаджіме Сатомі
Хаджіме Сатомі (яп. 里見 治, Satomi Hajime, нар. 16 січня 1942) — японський бізнес-магнат. Сатомі відомий як засновник Корпорації Sammy, яка злилася з японським виробником відео і аркадних ігор Sega, утворивши холдингову компанію Sega Sammy Holdings.

## Життєпис
У листопаді 1975 року Хадзіме Сатомі покинув Університет Аояма Гакуін і заснував корпорацію Sammy. Sammy пережила значне зростання, коли почала виробляти автомати для пачіслотів і пачінко(однієї з найпопулярніших форм азартних ігор в Японії) і була успішно зареєстрована на Першій секції Токійської фондової біржі в березні 2001 року. Зараз Sammy Corporation є провідним виробником автоматів для гри в пачіслот і пачінко.
Придбавши 22 % акцій у 2003 році, Sammy придбала контрольний пакет акцій Sega за 1,1 мільярда доларів у 2004 році. Хадзіме Сатомі очолює нову об'єднану групу з оборотом у 4,5 мільярди доларів, яка тепер називається Sega Sammy Holdings Inc. з основними бізнесами Sammy Corporation та Sega Corporation.
На церемонії нагородження бізнес-лідерів Азії у 2005 році корпорація Sega призначила Сатомі новим головою правління в рамках реорганізації управління після того, як корпорація Sammy стала найбільшим акціонером Sega. Сатомі, президент Sammy, змінила на цій посаді Хісао Огучі, який став віцеголовою та головним креативним директором нової ради директорів. Оголошення про це відбулося через два місяці після того, як Sammy придбала 22,4 % акцій Sega за 45,33 мільярда ієн (427 мільйонів доларів), ставши найбільшим акціонером компанії.